# 圖努揚河

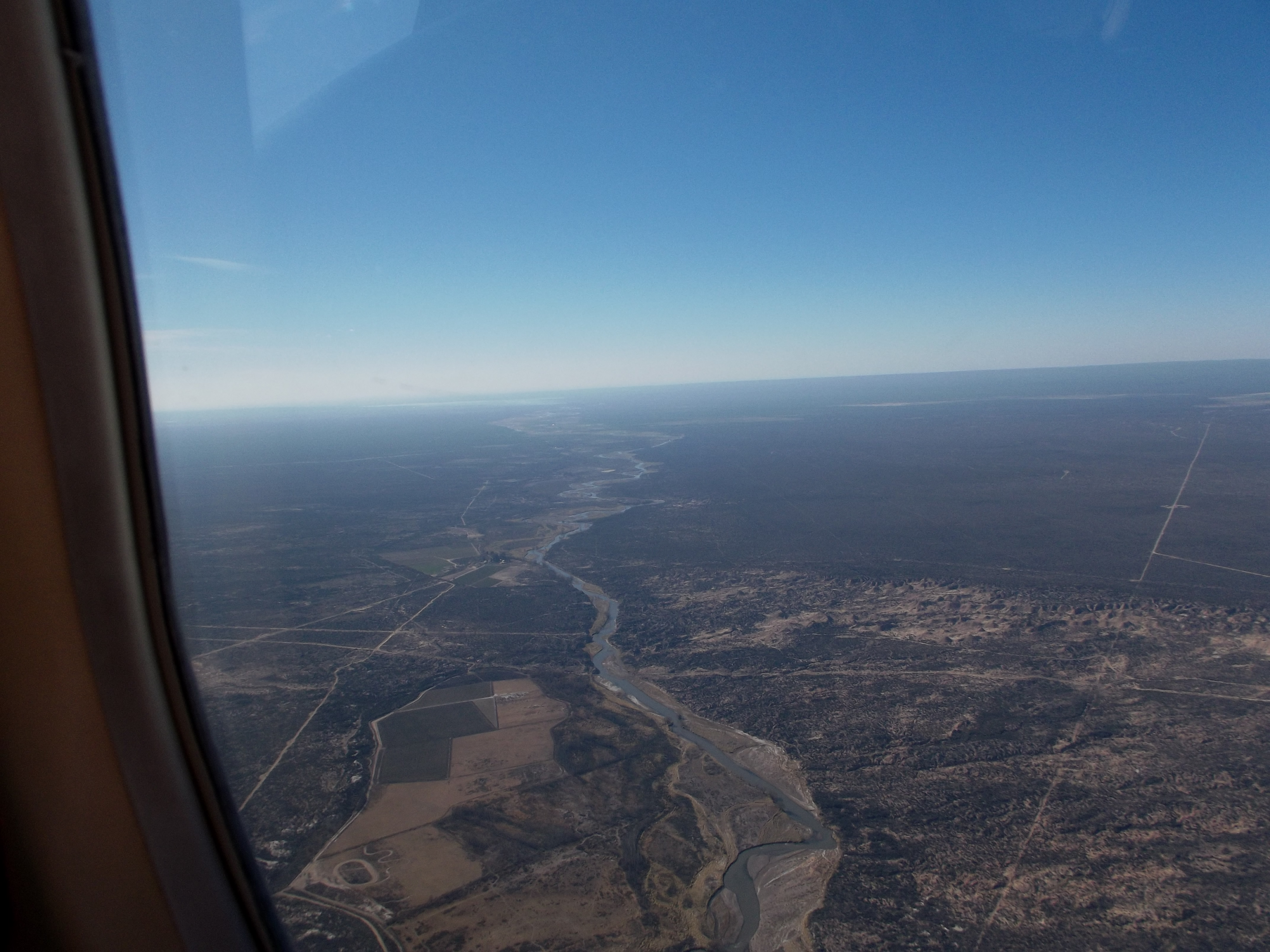
圖努揚河

圖努揚河（西班牙語：Río Tunuyán）是阿根廷的河流，由門多薩省負責管轄，河道全長220公里，流域面積33,563平方公里，發源自圖蓬加托火山，最終注入德薩瓜德羅河。

## 外部連結
- Geografía de Mendoza